# 三亚河
三亚河是中国海南省南部三亚市的一条河流，发源于水源池水库，向南注入三亚湾。